# Ilja Florentjewitsch Florow
Ilja Florentjewitsch Florow (russisch Илья Флорентьевич Флоров, wiss. Transliteration Ilja Florentjevič Florov; * 5. August 1908; † 1983) war ein russischer Flugzeugkonstrukteur.

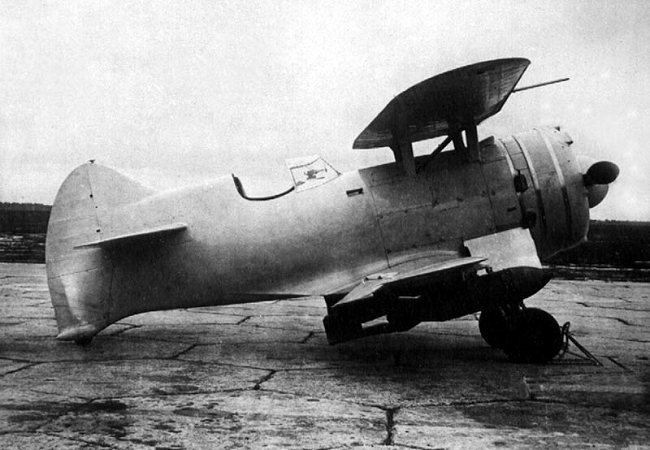
Borowkow-Florow-Doppeldecker I-207

## Werk
1935 entwarf Florow zusammen mit Alexei Andrejewitsch Borowkow ein ungewöhnliches Doppeldecker-Flugzeug, die Borowkow-Florow I-207. Florow befasste sich im Weiteren mit Strahltriebwerken, sowohl Staustrahl- als auch Raketentriebwerken.
Zusammen mit Borowkow war er Chefkonstrukteur im 1938 in Dolgoprudnyi gegründeten OKB-207. Ein Jagdflugzeugentwurf mit Pfeilflügeln, die Borowkow-Florow BF-D, war mit einem Kolbenmotor und zwei Staustrahltriebwerken ausgerüstet und befand sich 1941 im Endstadium der Entwicklung. Das Projekt wurde aufgrund der Kriegsereignisse eingestellt.
Nach dem großen Vaterländischen Krieg nahm Florow an der Entwicklung der Raketentriebwerke des Sowjetischen Weltraumprogramms teil und arbeitete unter anderem mit Sergei Koroljow zusammen. Neben theoretischen Grundlagen der Raketentriebwerkstechnik arbeitete er auch an der praktischen Umsetzung.
1970 wurde er Doktor der technischen Wissenschaften.